# Ex centro direzionale RIV
L'Ex centro direzionale RIV o Palazzo RIV è un Palazzo di Torino, costruito nel 1955 su progetto dell'architetto Amedeo Albertini (coadiuvato dall'architetto Umberto Cuzzi), autore nel capoluogo piemontese anche del Museo dell'automobile, dei palazzi gemelli della Fiat di corso Marconi , del palazzo SAI, dello stabilimento Lavazza e della villa torinese di Gianni Agnelli. 
Attualmente di proprietà di Assicurazioni Generali, sorge sull'area che fu della settecentesca chiesa di San Lazzaro con annesso cimitero.

## Storia

### Il cimitero di San Lazzaro
L'edificio, insieme alla adiacente palazzina dei Gazelli di Rossana, sorge dove avevano luogo la chiesetta di San Lazzaro (l’ordine cavalleresco ospitaliero che curava i lebbrosi, che si fuse con l’ordine di San Maurizio fondato dai Savoia) e l'annesso cimitero. Quest'ultimo fu costruito nel 1777, su progetto del Conte Francesco Valeriano Dellala, assieme al suo gemello, il Cimitero di San Pietro in Vincoli, fuori dal centro urbano di Torino, per contrastare il rischio di epidemie legate all’uso di seppellire i defunti nella zona abitata. Accoglieva i defunti delle parrocchie di Sant‘Eusebio, Ss. Marco e Leonardo, San Tommaso, Santa Maria di Piazza, San Martiniano, delle chiese della Provvidenza, del Soccorso e di San Giovanni di Dio, dell’Albergo di Virtù, dell’Ospedale Militare e dell’Ospedale di San Giovanni. La pianta del cimitero era rettangolare: su tre lati erano presenti dei porticati (con i corrispondenti sotterranei pronti ad accogliere le tombe delle famiglie nobili e ricche) e sul fondo la cappella. Al centro del cortile vi era l'ossario con intorno i pozzi per le inumazioni comuni .
Nel 1827 venne redatto un piano per la sua soppressione e per la razionalizzazione del Cimitero di San Pietro in Vincoli, oltre che per la costruzione dell’attuale cimitero monumentale, per poi essere definitivamente cancellato nel 1952 .
I locali della chiesa furono in seguito trasformati in un convento, acquistato all’asta dei beni ecclesiastici decretata da Napoleone nel 1805 dal comune, che vi pose prima le serre comunali, poi la sede dell'Istituto di Emigrazione italiana e dal 1886 l’ospedale per luetici, trasferito successivamente all'Ospedale Molinette .

### Il centro direzionale RIV
Agli inizi degli anni '50 il sito viene acquistato dalla RIV, azienda di Airasca produttrice di cuscinetti a sfera in grande espansione grazie alle commesse derivanti dalle aziende automobilistiche ed allora proprietà del Gruppo Fiat, per la costruzione di uffici destinati alla direzione amministrativa.
Nel corso degli scavi per la costruzione delle fondamenta vengono trovate decine di scheletri umani .
il Palazzo viene inaugurato nel 1956 nell’ambito delle celebrazioni per il cinquantenario della società committente, alla presenza del Ministro dell'Industria Guido Cortese, dell'Arcivescovo Maurilio Fossati e del presidente della FIAT Vittorio Valletta, con un discorso dell'allora presidente RIV Gianni Agnelli . 
Dieci anni dopo l'edfificio viene raddoppiato, con la realizzazione dell'ala su Via dei Mille e l’obiettivo di realizzare un unico corpo di fabbrica.
Nel febbraio 1988 il presidente del gruppo RIV Gian Mario Rossignolo annuncia la vendita dello stabile, insieme agli altri tre che compongono il complesso direzionale di 25 mila metri quadri (l'antica Palazzina Vitale di 2600 metri quadri, utilizzata come foresteria, il palazzo contiguo su via Mazzini di 3000 metri quadrati e Palazzo Gazelli di Rossana su via della Rocca di 3400 metri quadrati) al Gruppo Fiat per un valore compreso tra i 40 e i 45 miliardi di lire .
La nuova proprietà agli inizi degli anni '90 realizza tre piani di autorimessa interrata nel cortile interno, ma in fase di scavo le due parti che compongono l’edificio hanno un cedimento obbligando ad un rinforzo strutturale lungo il giunto di collegamento con la realizzazione di un pilastro supplementare .
Per un periodo i locali accolgono gli uffici della società di servizi finanziari Fidis, poi nel 2000 diventano la sede della Toro Assicurazioni, entrambe appartenenti al Gruppo Fiat. Nel 2006 la compagnia di assicurazioni viene venduta a Assicurazioni Generali che ne rileva anche l'immobile .

## Descrizione
L’ingombrante e discussa mole dell’edificio (quasi una sorta di grattacielo orizzontale che copre la vista del fiume ai palazzi retrostanti), di 16 mila metri quadri, è collocata ai margini del centro cittadino e affacciata sul viale alberato lungo il fiume Po a ridosso dei Murazzi. La scelta compositiva assunta da Albertini rimanda espressamente al modello della tradizionale scansione tripartita del blocco edilizio: nel caso specifico il basamento, leggermente arretrato e rivestito in acciaio inossidabile, sorregge un corpo compatto ma aperto grazie alla partizione verticale in paraste in pietra bianca di Finale alternate a tagli vetrati; un’ampia vetrata corre, infine, all’ultimo piano, a mo’ di coronamento .

## Curiosità
Il 25 marzo 1792 muore, ad appena 28 anni, la principessa Barbara Jakovlevna Tatisjtjeva, moglie del principe Aleksandr Michajlovič Beloselskij, ambasciatore russo a Torino. I suoi resti vengono sepolti nel Cimitero di San Lazzaro accanto ad un monumento che il marito commissiona a Innocenzo Spinazzi raffigurante una donna velata, simbolo della fede e della fiducia incondizionate nei confronti della religione .
A causa della soppressione del cimitero, la sua tomba viene trasferita nel 1830 nel Cimitero di San Pietro in Vincoli, con al seguito il suo monumento funebre. Quando anche questo cimitero viene definitivamente chiuso, la tomba di Barbara viene purtroppo devastata e i suoi resti spariscono mentre la statua, amputata delle mani, viene trasferita dal Comune prima nei magazzini sotterranei della Mole Antonelliana e in seguito alla Galleria civica d'arte moderna e contemporanea, dove attualmente si trova collocata .
Il peregrinare dei resti della principessa alimentano la nascita e la diffusione di racconti e leggende, dalle atmosfere esoteriche, che la vedono tramutarsi in un fantasma (a questo proposito vi è la testimonianza di Enrico Biandrà, tenente d’artiglieria d‘epoca napoleonica, che racconta di averla vista spesso comparire nel suo alloggio, e di essersene innamorato per la sua eterea bellezza ) e che ancora oggi è alla ricerca del suo amato sposo nei vari luoghi in cui la sua tomba ha abitato . Tra questi, anche il palazzo di Via Mazzini 53, tant’è che agli inizi del 2000, quando la Toro Assicurazioni ristruttura l’immobile prima di trasferirci la sua sede, le maestranze che vi lavorano asseriscono di sentire delle voci o dei rumori inspiegabili che li chiamano in lontananza .